# 이향견문록
《이향견문록》(里鄕見聞錄)은 조선 후기의 학자인 유재건(劉在建)이 저술한 중인층 이하 출신의 인물들에 대한 행적을 담은 서적이다. 총 10권 3책, 필사본으로 구성되어 있다. 양반 신분이 아닌 향리에 묻혀 있는 인물로서 학문이나 서화, 예능 및 어떤 한 분야에 뛰어난 재주를 지녔던 혹은 충효와 절개 같은 유교적 덕목에 있어 사람들에게 널리 알릴 만한 행적을 남긴 인물 308명의 행적을 52종의 책에서 뽑아 수록하였다.
편찬 시기는 분명하게 밝혀져 있지 않으며, 《호산외기》(壺山外記)의 저자이기도 한 화가 조희룡(趙熙龍)이 철종 13년(1862년)에 쓴 서문으로 미루어 대략 서문이 지어진 시기를 전후해 완성되었을 것으로만 추정한다. 저자 유재건은 1793년에 태어나 1880년까지 살았으며, 원래는 양반의 후손이나 가세가 기울어 서리(胥吏) 계급으로 전락한 인물이었다. 서리이면서도 시문에 능하고 명필이어서 규장각에 봉직하면서 국왕들의 어필을 모아 《열성어제》(列聖御製)를 편찬했고, 《이향견문록》보다 앞서 이미 철종 8년(1857년) 최경흠(崔景欽)과 더불어 위항 시인 305명의 한시 작품을 모은 《풍요삼선》(風謠三選)을 편찬하기도 했다.
《이향견문록》의 구성은 조희룡의 서문 다음으로 이향견문록의례(里鄕見聞錄義例)와 목차, 그리고 인용서목의 순으로 배열한 다음 권1∼3, 권4∼6, 그리고 권7∼10의 세 책으로 되어 있다. 권1에서는 학행, 권2는 충효, 권3은 지모(智謨), 권4는 열녀, 권5∼7은 문학, 권8은 서화, 권9는 잡예(雜藝, 의학ㆍ바둑ㆍ음악ㆍ주술), 권10은 승려ㆍ도류(道流) 인물들의 행적을 수록하였다. 구성에서 눈여겨볼 점은 우선 각 덕목 중 문학(71명)과 서화(33명) 부문에서 가장 많은 인물을 수록하고 있다는 것으로, 이는 당시 벼슬길에 신분적 제약으로 한계가 있었던 중인들이 주로 종사했던 분야이기도 했다. 또한 학행을 충효나 지모 등 다른 항목을 제치고 가장 첫머리에 내세운 것에 대해서는, 여지껏 양반의 전유물로만 여겨져온 학문 분야에서의 성과와 업적을 중인들도 맡아 이루게 되었다는 자부심을 반영한 것이라는 지적이 있다.
이 책은 많은 문헌을 섭렵한 유서(類書)의 일종으로서 역사에 등장하지 않는 하층민 출신의 인물들의 행적을 수록했다는 의의가 있으며, 오늘날 조선의 하층민 출신들의 인물 연구에 귀중한 자료로 꼽힌다. 하지만 인용서 가운데 대부분은 주로 양반층의 기록이며, 신분이 낮은 인물이 특은을 입어 미관말직이나마 얻게 된 것을 칭송하는 등의 양반 중심의 사회 윤리는 한계로 지적된다.
아세아문화사에서 《호산외사》와 함께 수록하여 영인본을 간행하였으며, 지금까지 꾸준히 번역본이 나오고 있다.